# Daniela Vallejo
Daniela Vallejo Santos es una actriz ecuatoriana de teatro, cine y televisión.

## Primeros años
Daniela comenzó a tener interés por el mundo de la actuación cuando se involucró en talleres actorales en el colegio Alemán Humboldt, donde también estudió actuación con Maribel Solines. Se graduó de bachiller del Colegio Jefferson después de haber estudiado durante dos años en Maryland, Estados Unidos, y a su regreso fue parte del Centro Cultural Sarao en Guayaquil, donde participó como actriz y en obras de danza contemporánea (habiendo estudiado ballet en su niñez con Noralma Vera).
Luego viajó a Cali, Colombia, donde estudió canto en Bellas Artes y luego a Bogotá, donde estudió actuación con Edgardo Román, y finalmente a La Habana, Cuba, donde se preparó por 5 años para convertirse en licenciada en arte teatral y realizó varias obras teatrales, para luego regresar a Ecuador en 2006.

## Carrera
Inició en la televisión en dos capítulos de Archivos del Destino y uno de Amores en conflicto, de TC Televisión, y en un capítulo de El hombre de la casa, de Ecuavisa.
En 2008 interpretó a Katy, una joven que sueña con llegar a la televisión dentro de la serie cómica El Gabinete, junto a Sharon la Hechicera y los primeros actores Santiago Naranjo y Prisca Bustamante. Luego formó parte de Corazón contento y finalmente de la telenovela Kandela, en la cual interpreta a una villana.
En 2010 interpreta a Lady Mi en la telenovela La taxista, de Ecuavisa. En 2013 interpretó a Catalina en la serie El sanduchito de Ecuavisa, junto a Issam Eskandar y Mélida Villavicencio.
También incursionó en el teatro con obras como La conducta de la vida, Sarita y El agujero negro.
En 2014 fue parte del elenco de la película Sexy Montañita, de Alberto Pablo Rivera. En 2016 interpretó a Leonor Cevallos en la película Entre sombras: averno, de X. B. Ruiz.

## Filmografía

### Series y telenovelas
- (2013) El sanduchito - Catalina de Sánchez (protagonista principal)
- (2010) La taxista - Lady Mi (estelar)
- (2009) Kandela - Mercedes (antagonista principal)
- (2009) Corazón contento (estelar)
- (2008) El Gabinete - Katy (estelar)
- (2007) El hombre de la casa (reparto)
- (2007) Amores en conflicto (reparto)
- (2002-2008) Archivos del destino - Varios personajes (reparto)

### Cine
- (2016) Entre sombras: averno - Leonor Cevallos
- (2014) Sexy Montañita